# Copacabana (singolo)
Copacabana è un singolo del cantante Barry Manilow, pubblicato nel 1978.

## Descrizione
Il brano, scritto da Jack Feldman, Bruce Sussman e lo stesso Barry Manilow, è conosciuto anche con il titolo At the Copa, a causa del ritornello. Il singolo debutta nella classifica top 40 del Billboard il 7 luglio 1978 raggiungendo l'ottavo posto negli Stati Uniti e il quarantaduesimo posto in Gran Bretagna. La canzone fece vincere a Manilow il primo (ed unico) Grammy Award nel febbraio del 1979.
Il titolo si riferisce al famoso nightclub Copacabana di New York. Il testo racconta la storia di Lola, showgirl del nightclub, e del barista del locale Tony; i due sono innamorati, ma una sera un potente gangster, Rico, molesta Lola, e Tony lo attacca: uno sparo e il pavimento pieno di sangue, Lola ha perso l'amore della sua vita. Una sera di trent'anni dopo il Copacabana è diventato una discoteca, Lola è seduta ad un tavolino con lo stesso vestito di quella sera, ripensa al suo Tony e a quella tragica storia.
La canzone compare per la prima volta nel film del 1978 Gioco sleale, con Chevy Chase e Goldie Hawn, per poi ripresentarsi in molte altre pellicole. Il singolo dura 4 minuti e 8 secondi, la versione estesa, apparsa sulla prima raccolta del cantante Greatest Hits e intitolata Copacabana (At the Copa)(Disco), dura 5 minuti e 46 secondi.
Nel 1985, Manilow e i suoi collaboratori Bruce Sussman e Jack Feldman svilupparono la canzone in un musical televisivo, con la trama fedele all'originale della canzone. Questa versione venne ampliata in un musical teatrale, diviso in due atti, che debuttò al teatro Prince of Wales di Londra due anni più tardi, per poi essere presentato in tour per tutto il Regno Unito. A questa fortunata tournée fecero seguito oltre duecento produzioni in tutto il mondo.

## Cover
- Shirley Bassey - cover nel singolo This Is My Life del 1979.
- Mina - Nel suo disco Pappa di latte del 1995 inserisce il brano in un medley comprendente A Night in Tunisia di Dizzie Gillespie e Penso positivo di Jovanotti
- DJ Hell - Remix del 1999
- Versione parodistica nel musical Spamalot del 2005 intitolata His Name Is Lancelot.
- Amanda Lear - versione anglo-francese nel 2005.
- Matteo Brancaleoni - cover cantata nel disco New Life del 2012.
- Liza Minnelli - cover cantata nel The Muppet Show.
- Mark Jonathan Davis (spesso creduta di "Weird Al" Yankovic) - versione parodistica dal titolo "Star Wars Cantina".
- Paul de Leeuw (nei panni di Annie de Rooy) - versione parodistica dal titolo "Kopa koopavond" (koopavond in olandese significa spese notturne)
- Chord Overstreet - Puntata 4x17 di Glee "Secret Pleasures"

## Nei media e nello sport
- Colt Cabana usa questa canzone come brano d'entrata sul ring. In seguito userà un remix fatto da Kid Russel.
- Jennifer Aniston ha cantato la canzone in un episodio della serie Friends (Questione di baci).
- La canzone è presente anche nel film Madagascar 2, precisamente quando i pinguini cercano di salvare Alex il leone e distruggere la diga fatta dagli umani.
- Nella serie I Simpson si trova infine una parodia della canzone; nella puntata, che richiama l'Odissea, Homer/Ulisse raggiunge le sirene (Patty e Selma), e queste ultime cercano di attirarne l'attenzione con "languide" parole, sul motivo di Copacabana.